# Cuatro Días de Dunkerque 2024
La 68.ª edición de los Cuatro Días de Dunkerque (llamado oficialmente: 4 Jours de Dunkerque) fue una carrera de ciclismo en ruta por etapas que se celebró entre el 14 y el 19 de mayo de 2024 en Francia, por la región de Alta Francia con inicio y final en la ciudad de Dunkerque sobre un recorrido de 1049,6 kilómetros.
La carrera formó parte del del UCI ProSeries 2024, calendario ciclístico mundial de segunda división, dentro de la categoría UCI 2.Pro. El vencedor final fue el irlandés Sam Bennett del Decathlon AG2R La Mondiale seguido del francés Paul Penhoët del Groupama-FDJ en segunda posición, y el belga Jenno Berckmoes del Lotto Dstny.

## Equipos participantes
Tomaron parte en la carrera 18 equipos: 6 de categoría UCI WorldTeam invitados por la organización, 6 de categoría UCI ProTeam y 6 de categoría Continental. Formaron así un pelotón de 124 ciclistas de los que acabaron 98. Los equipos participantes fueron:
| WorldTeams (6)- Arkéa-B&B Hotels - Cofidis - Decathlon-AG2R La Mondiale - Groupama-FDJ - Team dsm-firmenich PostNL - Soudal Quick-Step ProTeams (6)- Bingoal WB - Israel-Premier Tech - Lotto Dstny - Q36.5 Pro Cycling Team - TDT-Unibet - TotalEnergies Equipos continentales (6)- CIC U Nantes Atlantique - Nice Métropole Côte d'Azur - Philippe Wagner-Bazin - Saint Michel-Mavic-Auber 93 - Trinity Racing - Van Rysel-Roubaix |
| |

## Recorrido
Los Cuatro Días de Dunkerque dispuso de cinco etapas para un recorrido total de 926,5 kilómetros, dividido en tres etapas llanas, y tres etapas de media montaña.
| Etapa     | Fecha     | Recorrido                          | type        | Distancia (km) | Desnivel (m) | Ganador          | Líder        |
| --------- | --------- | ---------------------------------- | ----------- | -------------- | ------------ | ---------------- | ------------ |
| 1.ª etapa | 14 de may | Dunkerque – Le Touquet-Paris-Plage | etapa llana | 173            | 1309 m       | Milan Fretin     | Milan Fretin |
| 2.ª etapa | 15 de may | Wimereux – Abbeville               | etapa llana | 184,3          | 1548 m       | Sam Bennett      | Sam Bennett  |
| 3.ª etapa | 16 de may | Saint-Laurent-Blangy – Bouchain    | etapa llana | 165,1          | 1275 m       | Sam Bennett      | Sam Bennett  |
| 4.ª etapa | 17 de may | Mazingarbe – Pont-à-Marcq          | etapa llana | 166,8          | 649 m        | Warre Vangheluwe | Sam Bennett  |
| 5.ª etapa | 18 de may | Arques – Cassel                    | etapa llana | 179,1          | 2677 m       | Sam Bennett      | Sam Bennett  |
| 6.ª etapa | 19 de may | Loon-Plage – Dunkerque             | etapa llana | 176,8          | 468 m        | Sam Bennett      | Sam Bennett  |

## Desarrollo de la carrera

### 1.ª etapa
| Dunkerque - Le Touquet-Paris-Plage | etapa llana | (173 km) |

| \| Clasificación de la etapa \| Clasificación de la etapa \| Clasificación de la etapa \| Clasificación de la etapa \| Clasificación de la etapa \| \| Ciclista \| Ciclista \| Equipo \| Tiempo \| \| \| ------------------------- \| ------------------------- \| -------------------------- \| ------------------------- \| ------------------------- \| \| 1.º \| Milan Fretin \| Cofidis \| 4 h 05 min 47 s \| \| \| 2.º \| Paul Hennequin \| Nice Métropole Côte d'Azur \| + 0 s \| \| \| 3.º \| Sam Bennett \| Decathlon-AG2R La Mondiale \| + 0 s \| \| \| 4.º \| Amaury Capiot \| Arkéa-B&B Hotels \| + 0 s \| \| \| 5.º \| Milan Menten \| Lotto Dstny \| + 0 s \| \| \| 6.º \| Rory Townsend \| Q36.5 Pro Cycling Team \| + 0 s \| \| \| 7.º \| Jordi Warlop \| Soudal Quick-Step \| + 0 s \| \| \| 8.º \| Nils Eekhoff \| Team dsm-firmenich PostNL \| + 0 s \| \| \| 9.º \| Rait Ärm \| Van Rysel-Roubaix \| + 0 s \| \| \| 10.º \| Casper van Uden \| Team dsm-firmenich PostNL \| + 0 s \| \| |                 |                            |                 |
| |                 |                            |                 |
| Fuente: ProCyclingStats |                 |                            |                 |
| Clasificación de la etapa |                 |                            |                 |
| Ciclista | Ciclista        | Equipo                     | Tiempo          |
| 1.º | Milan Fretin    | Cofidis                    | 4 h 05 min 47 s |
| 2.º | Paul Hennequin  | Nice Métropole Côte d'Azur | + 0 s           |
| 3.º | Sam Bennett     | Decathlon-AG2R La Mondiale | + 0 s           |
| 4.º | Amaury Capiot   | Arkéa-B&B Hotels           | + 0 s           |
| 5.º | Milan Menten    | Lotto Dstny                | + 0 s           |
| 6.º | Rory Townsend   | Q36.5 Pro Cycling Team     | + 0 s           |
| 7.º | Jordi Warlop    | Soudal Quick-Step          | + 0 s           |
| 8.º | Nils Eekhoff    | Team dsm-firmenich PostNL  | + 0 s           |
| 9.º | Rait Ärm        | Van Rysel-Roubaix          | + 0 s           |
| 10.º | Casper van Uden | Team dsm-firmenich PostNL  | + 0 s           |

| \| Clasificación general \| Clasificación general \| Clasificación general \| Clasificación general \| Clasificación general \| \| Ciclista \| Ciclista \| Equipo \| Tiempo \| \| \| --------------------- \| --------------------- \| -------------------------- \| --------------------- \| --------------------- \| \| 1.º \| Milan Fretin \| Cofidis \| 4 h 05 min 37 s \| \| \| 2.º \| Paul Hennequin \| Nice Métropole Côte d'Azur \| + 4 s \| \| \| 3.º \| Sam Bennett \| Decathlon-AG2R La Mondiale \| + 6 s \| \| \| 4.º \| Amaury Capiot \| Arkéa-B&B Hotels \| + 10 s \| \| \| 5.º \| Milan Menten \| Lotto Dstny \| + 10 s \| \| \| 6.º \| Rory Townsend \| Q36.5 Pro Cycling Team \| + 10 s \| \| \| 7.º \| Jordi Warlop \| Soudal Quick-Step \| + 10 s \| \| \| 8.º \| Nils Eekhoff \| Team dsm-firmenich PostNL \| + 10 s \| \| \| 9.º \| Rait Ärm \| Van Rysel-Roubaix \| + 10 s \| \| \| 10.º \| Casper van Uden \| Team dsm-firmenich PostNL \| + 10 s \| \| |                 |                            |                 |
| |                 |                            |                 |
| Fuente: ProCyclingStats |                 |                            |                 |
| Clasificación general |                 |                            |                 |
| Ciclista | Ciclista        | Equipo                     | Tiempo          |
| 1.º | Milan Fretin    | Cofidis                    | 4 h 05 min 37 s |
| 2.º | Paul Hennequin  | Nice Métropole Côte d'Azur | + 4 s           |
| 3.º | Sam Bennett     | Decathlon-AG2R La Mondiale | + 6 s           |
| 4.º | Amaury Capiot   | Arkéa-B&B Hotels           | + 10 s          |
| 5.º | Milan Menten    | Lotto Dstny                | + 10 s          |
| 6.º | Rory Townsend   | Q36.5 Pro Cycling Team     | + 10 s          |
| 7.º | Jordi Warlop    | Soudal Quick-Step          | + 10 s          |
| 8.º | Nils Eekhoff    | Team dsm-firmenich PostNL  | + 10 s          |
| 9.º | Rait Ärm        | Van Rysel-Roubaix          | + 10 s          |
| 10.º | Casper van Uden | Team dsm-firmenich PostNL  | + 10 s          |

### 2.ª etapa
| Wimereux - Abbeville | etapa llana | (184,3 km) |

| \| Clasificación de la etapa \| Clasificación de la etapa \| Clasificación de la etapa \| Clasificación de la etapa \| Clasificación de la etapa \| \| Ciclista \| Ciclista \| Equipo \| Tiempo \| \| \| ------------------------- \| ------------------------- \| --------------------------- \| ------------------------- \| ------------------------- \| \| 1.º \| Sam Bennett \| Decathlon-AG2R La Mondiale \| 4 h 20 min 25 s \| \| \| 2.º \| Paul Penhoët \| Groupama-FDJ \| + 0 s \| \| \| 3.º \| Sasha Weemaes \| Bingoal WB \| + 0 s \| \| \| 4.º \| Pascal Ackermann \| Israel-Premier Tech \| + 0 s \| \| \| 5.º \| Jérémy Lecroq \| Saint Michel-Mavic-Auber 93 \| + 0 s \| \| \| 6.º \| Amaury Capiot \| Arkéa-B&B Hotels \| + 0 s \| \| \| 7.º \| Emmanuel Morin \| Van Rysel-Roubaix \| + 0 s \| \| \| 8.º \| Jordi Warlop \| Soudal Quick-Step \| + 0 s \| \| \| 9.º \| Jason Tesson \| TotalEnergies \| + 0 s \| \| \| 10.º \| Milan Menten \| Lotto Dstny \| + 0 s \| \| |                  |                             |                 |
| |                  |                             |                 |
| Fuente: ProCyclingStats |                  |                             |                 |
| Clasificación de la etapa |                  |                             |                 |
| Ciclista | Ciclista         | Equipo                      | Tiempo          |
| 1.º | Sam Bennett      | Decathlon-AG2R La Mondiale  | 4 h 20 min 25 s |
| 2.º | Paul Penhoët     | Groupama-FDJ                | + 0 s           |
| 3.º | Sasha Weemaes    | Bingoal WB                  | + 0 s           |
| 4.º | Pascal Ackermann | Israel-Premier Tech         | + 0 s           |
| 5.º | Jérémy Lecroq    | Saint Michel-Mavic-Auber 93 | + 0 s           |
| 6.º | Amaury Capiot    | Arkéa-B&B Hotels            | + 0 s           |
| 7.º | Emmanuel Morin   | Van Rysel-Roubaix           | + 0 s           |
| 8.º | Jordi Warlop     | Soudal Quick-Step           | + 0 s           |
| 9.º | Jason Tesson     | TotalEnergies               | + 0 s           |
| 10.º | Milan Menten     | Lotto Dstny                 | + 0 s           |

| \| Clasificación general \| Clasificación general \| Clasificación general \| Clasificación general \| Clasificación general \| \| Ciclista \| Ciclista \| Equipo \| Tiempo \| \| \| --------------------- \| --------------------- \| -------------------------- \| --------------------- \| --------------------- \| \| 1.º \| Sam Bennett \| Decathlon-AG2R La Mondiale \| 8 h 25 min 58 s \| \| \| 2.º \| Milan Fretin \| Cofidis \| + 4 s \| \| \| 3.º \| Paul Penhoët \| Groupama-FDJ \| + 8 s \| \| \| 4.º \| Paul Hennequin \| Nice Métropole Côte d'Azur \| + 8 s \| \| \| 5.º \| Sasha Weemaes \| Bingoal WB \| + 10 s \| \| \| 6.º \| Corbin Strong \| Israel-Premier Tech \| + 11 s \| \| \| 7.º \| Amaury Capiot \| Arkéa-B&B Hotels \| + 12 s \| \| \| 8.º \| Jenno Berckmoes \| Lotto Dstny \| + 13 s \| \| \| 9.º \| Milan Menten \| Lotto Dstny \| + 14 s \| \| \| 10.º \| Jordi Warlop \| Soudal Quick-Step \| + 14 s \| \| |                 |                            |                 |
| |                 |                            |                 |
| Fuente: ProCyclingStats |                 |                            |                 |
| Clasificación general |                 |                            |                 |
| Ciclista | Ciclista        | Equipo                     | Tiempo          |
| 1.º | Sam Bennett     | Decathlon-AG2R La Mondiale | 8 h 25 min 58 s |
| 2.º | Milan Fretin    | Cofidis                    | + 4 s           |
| 3.º | Paul Penhoët    | Groupama-FDJ               | + 8 s           |
| 4.º | Paul Hennequin  | Nice Métropole Côte d'Azur | + 8 s           |
| 5.º | Sasha Weemaes   | Bingoal WB                 | + 10 s          |
| 6.º | Corbin Strong   | Israel-Premier Tech        | + 11 s          |
| 7.º | Amaury Capiot   | Arkéa-B&B Hotels           | + 12 s          |
| 8.º | Jenno Berckmoes | Lotto Dstny                | + 13 s          |
| 9.º | Milan Menten    | Lotto Dstny                | + 14 s          |
| 10.º | Jordi Warlop    | Soudal Quick-Step          | + 14 s          |

### 3.ª etapa
| Saint-Laurent-Blangy - Bouchain | etapa llana | (165,1 km) |

| \| Clasificación de la etapa \| Clasificación de la etapa \| Clasificación de la etapa \| Clasificación de la etapa \| Clasificación de la etapa \| \| Ciclista \| Ciclista \| Equipo \| Tiempo \| \| \| ------------------------- \| ------------------------- \| -------------------------- \| ------------------------- \| ------------------------- \| \| 1.º \| Sam Bennett \| Decathlon-AG2R La Mondiale \| 3 h 42 min 38 s \| \| \| 2.º \| Milan Fretin \| Cofidis \| + 0 s \| \| \| 3.º \| Amaury Capiot \| Arkéa-B&B Hotels \| + 0 s \| \| \| 4.º \| Nils Eekhoff \| Team dsm-firmenich PostNL \| + 0 s \| \| \| 5.º \| Pascal Ackermann \| Israel-Premier Tech \| + 0 s \| \| \| 6.º \| Pierre Barbier \| Philippe Wagner-Bazin \| + 0 s \| \| \| 7.º \| Paul Penhoët \| Groupama-FDJ \| + 0 s \| \| \| 8.º \| Jason Tesson \| TotalEnergies \| + 0 s \| \| \| 9.º \| Rory Townsend \| Q36.5 Pro Cycling Team \| + 0 s \| \| \| 10.º \| Paul Hennequin \| Nice Métropole Côte d'Azur \| + 0 s \| \| |                  |                            |                 |
| |                  |                            |                 |
| Fuente: ProCyclingStats |                  |                            |                 |
| Clasificación de la etapa |                  |                            |                 |
| Ciclista | Ciclista         | Equipo                     | Tiempo          |
| 1.º | Sam Bennett      | Decathlon-AG2R La Mondiale | 3 h 42 min 38 s |
| 2.º | Milan Fretin     | Cofidis                    | + 0 s           |
| 3.º | Amaury Capiot    | Arkéa-B&B Hotels           | + 0 s           |
| 4.º | Nils Eekhoff     | Team dsm-firmenich PostNL  | + 0 s           |
| 5.º | Pascal Ackermann | Israel-Premier Tech        | + 0 s           |
| 6.º | Pierre Barbier   | Philippe Wagner-Bazin      | + 0 s           |
| 7.º | Paul Penhoët     | Groupama-FDJ               | + 0 s           |
| 8.º | Jason Tesson     | TotalEnergies              | + 0 s           |
| 9.º | Rory Townsend    | Q36.5 Pro Cycling Team     | + 0 s           |
| 10.º | Paul Hennequin   | Nice Métropole Côte d'Azur | + 0 s           |

| \| Clasificación general \| Clasificación general \| Clasificación general \| Clasificación general \| Clasificación general \| \| Ciclista \| Ciclista \| Equipo \| Tiempo \| \| \| --------------------- \| --------------------- \| -------------------------- \| --------------------- \| --------------------- \| \| 1.º \| Sam Bennett \| Decathlon-AG2R La Mondiale \| 12 h 08 min 26 s \| \| \| 2.º \| Milan Fretin \| Cofidis \| + 8 s \| \| \| 3.º \| Amaury Capiot \| Arkéa-B&B Hotels \| + 18 s \| \| \| 4.º \| Paul Penhoët \| Groupama-FDJ \| + 18 s \| \| \| 5.º \| Paul Hennequin \| Nice Métropole Côte d'Azur \| + 18 s \| \| \| 6.º \| Fabio Christen \| Q36.5 Pro Cycling Team \| + 18 s \| \| \| 7.º \| Sasha Weemaes \| Bingoal WB \| + 20 s \| \| \| 8.º \| Corbin Strong \| Israel-Premier Tech \| + 21 s \| \| \| 9.º \| Jenno Berckmoes \| Lotto Dstny \| + 22 s \| \| \| 10.º \| Rory Townsend \| Q36.5 Pro Cycling Team \| + 24 s \| \| |                 |                            |                  |
| |                 |                            |                  |
| Fuente: ProCyclingStats |                 |                            |                  |
| Clasificación general |                 |                            |                  |
| Ciclista | Ciclista        | Equipo                     | Tiempo           |
| 1.º | Sam Bennett     | Decathlon-AG2R La Mondiale | 12 h 08 min 26 s |
| 2.º | Milan Fretin    | Cofidis                    | + 8 s            |
| 3.º | Amaury Capiot   | Arkéa-B&B Hotels           | + 18 s           |
| 4.º | Paul Penhoët    | Groupama-FDJ               | + 18 s           |
| 5.º | Paul Hennequin  | Nice Métropole Côte d'Azur | + 18 s           |
| 6.º | Fabio Christen  | Q36.5 Pro Cycling Team     | + 18 s           |
| 7.º | Sasha Weemaes   | Bingoal WB                 | + 20 s           |
| 8.º | Corbin Strong   | Israel-Premier Tech        | + 21 s           |
| 9.º | Jenno Berckmoes | Lotto Dstny                | + 22 s           |
| 10.º | Rory Townsend   | Q36.5 Pro Cycling Team     | + 24 s           |

### 4.ª etapa
| Mazingarbe - Pont-à-Marcq | etapa llana | (166,8 km) |

| \| Clasificación de la etapa \| Clasificación de la etapa \| Clasificación de la etapa \| Clasificación de la etapa \| Clasificación de la etapa \| \| Ciclista \| Ciclista \| Equipo \| Tiempo \| \| \| ------------------------- \| ------------------------- \| -------------------------- \| ------------------------- \| ------------------------- \| \| 1.º \| Warre Vangheluwe \| Soudal Quick-Step \| 3 h 35 min 22 s \| \| \| 2.º \| Sam Bennett \| Decathlon-AG2R La Mondiale \| + 0 s \| \| \| 3.º \| Corbin Strong \| Israel-Premier Tech \| + 0 s \| \| \| 4.º \| Milan Fretin \| Cofidis \| + 0 s \| \| \| 5.º \| Paul Hennequin \| Nice Métropole Côte d'Azur \| + 0 s \| \| \| 6.º \| Milan Menten \| Lotto Dstny \| + 0 s \| \| \| 7.º \| Emmanuel Morin \| Van Rysel-Roubaix \| + 0 s \| \| \| 8.º \| Tom Van Asbroeck \| Israel-Premier Tech \| + 0 s \| \| \| 9.º \| Alexis Renard \| Cofidis \| + 0 s \| \| \| 10.º \| Luca Van Boven \| Bingoal WB \| + 0 s \| \| |                  |                            |                 |
| |                  |                            |                 |
| Fuente: ProCyclingStats |                  |                            |                 |
| Clasificación de la etapa |                  |                            |                 |
| Ciclista | Ciclista         | Equipo                     | Tiempo          |
| 1.º | Warre Vangheluwe | Soudal Quick-Step          | 3 h 35 min 22 s |
| 2.º | Sam Bennett      | Decathlon-AG2R La Mondiale | + 0 s           |
| 3.º | Corbin Strong    | Israel-Premier Tech        | + 0 s           |
| 4.º | Milan Fretin     | Cofidis                    | + 0 s           |
| 5.º | Paul Hennequin   | Nice Métropole Côte d'Azur | + 0 s           |
| 6.º | Milan Menten     | Lotto Dstny                | + 0 s           |
| 7.º | Emmanuel Morin   | Van Rysel-Roubaix          | + 0 s           |
| 8.º | Tom Van Asbroeck | Israel-Premier Tech        | + 0 s           |
| 9.º | Alexis Renard    | Cofidis                    | + 0 s           |
| 10.º | Luca Van Boven   | Bingoal WB                 | + 0 s           |

| \| Clasificación general \| Clasificación general \| Clasificación general \| Clasificación general \| Clasificación general \| \| Ciclista \| Ciclista \| Equipo \| Tiempo \| \| \| --------------------- \| --------------------- \| -------------------------- \| --------------------- \| --------------------- \| \| 1.º \| Sam Bennett \| Decathlon-AG2R La Mondiale \| 15 h 43 min 42 s \| \| \| 2.º \| Milan Fretin \| Cofidis \| + 14 s \| \| \| 3.º \| Corbin Strong \| Israel-Premier Tech \| + 23 s \| \| \| 4.º \| Amaury Capiot \| Arkéa-B&B Hotels \| + 24 s \| \| \| 5.º \| Paul Penhoët \| Groupama-FDJ \| + 24 s \| \| \| 6.º \| Paul Hennequin \| Nice Métropole Côte d'Azur \| + 24 s \| \| \| 7.º \| Fabio Christen \| Q36.5 Pro Cycling Team \| + 24 s \| \| \| 8.º \| Tomáš Kopecký \| TDT-Unibet \| + 26 s \| \| \| 9.º \| Jenno Berckmoes \| Lotto Dstny \| + 28 s \| \| \| 10.º \| Tom Van Asbroeck \| Israel-Premier Tech \| + 29 s \| \| |                  |                            |                  |
| |                  |                            |                  |
| Fuente: ProCyclingStats |                  |                            |                  |
| Clasificación general |                  |                            |                  |
| Ciclista | Ciclista         | Equipo                     | Tiempo           |
| 1.º | Sam Bennett      | Decathlon-AG2R La Mondiale | 15 h 43 min 42 s |
| 2.º | Milan Fretin     | Cofidis                    | + 14 s           |
| 3.º | Corbin Strong    | Israel-Premier Tech        | + 23 s           |
| 4.º | Amaury Capiot    | Arkéa-B&B Hotels           | + 24 s           |
| 5.º | Paul Penhoët     | Groupama-FDJ               | + 24 s           |
| 6.º | Paul Hennequin   | Nice Métropole Côte d'Azur | + 24 s           |
| 7.º | Fabio Christen   | Q36.5 Pro Cycling Team     | + 24 s           |
| 8.º | Tomáš Kopecký    | TDT-Unibet                 | + 26 s           |
| 9.º | Jenno Berckmoes  | Lotto Dstny                | + 28 s           |
| 10.º | Tom Van Asbroeck | Israel-Premier Tech        | + 29 s           |

### 5.ª etapa
| Arques - Cassel | etapa llana | (179,1 km) |

| \| Clasificación de la etapa \| Clasificación de la etapa \| Clasificación de la etapa \| Clasificación de la etapa \| Clasificación de la etapa \| \| Ciclista \| Ciclista \| Equipo \| Tiempo \| \| \| ------------------------- \| ------------------------- \| --------------------------- \| ------------------------- \| ------------------------- \| \| 1.º \| Sam Bennett \| Decathlon-AG2R La Mondiale \| 4 h 24 min 31 s \| \| \| 2.º \| Paul Penhoët \| Groupama-FDJ \| + 0 s \| \| \| 3.º \| Jenno Berckmoes \| Lotto Dstny \| + 0 s \| \| \| 4.º \| Luca Van Boven \| Bingoal WB \| + 3 s \| \| \| 5.º \| Alexandre Delettre \| Saint Michel-Mavic-Auber 93 \| + 3 s \| \| \| 6.º \| Nicolas Breuillard \| Saint Michel-Mavic-Auber 93 \| + 3 s \| \| \| 7.º \| Oliver Naesen \| Decathlon-AG2R La Mondiale \| + 6 s \| \| \| 8.º \| Milan Menten \| Lotto Dstny \| + 10 s \| \| \| 9.º \| Samuel Watson \| Groupama-FDJ \| + 10 s \| \| \| 10.º \| Samuel Leroux \| Van Rysel-Roubaix \| + 10 s \| \| |                    |                             |                 |
| |                    |                             |                 |
| Fuente: ProCyclingStats |                    |                             |                 |
| Clasificación de la etapa |                    |                             |                 |
| Ciclista | Ciclista           | Equipo                      | Tiempo          |
| 1.º | Sam Bennett        | Decathlon-AG2R La Mondiale  | 4 h 24 min 31 s |
| 2.º | Paul Penhoët       | Groupama-FDJ                | + 0 s           |
| 3.º | Jenno Berckmoes    | Lotto Dstny                 | + 0 s           |
| 4.º | Luca Van Boven     | Bingoal WB                  | + 3 s           |
| 5.º | Alexandre Delettre | Saint Michel-Mavic-Auber 93 | + 3 s           |
| 6.º | Nicolas Breuillard | Saint Michel-Mavic-Auber 93 | + 3 s           |
| 7.º | Oliver Naesen      | Decathlon-AG2R La Mondiale  | + 6 s           |
| 8.º | Milan Menten       | Lotto Dstny                 | + 10 s          |
| 9.º | Samuel Watson      | Groupama-FDJ                | + 10 s          |
| 10.º | Samuel Leroux      | Van Rysel-Roubaix           | + 10 s          |

| \| Clasificación general \| Clasificación general \| Clasificación general \| Clasificación general \| Clasificación general \| \| Ciclista \| Ciclista \| Equipo \| Tiempo \| \| \| --------------------- \| --------------------- \| --------------------------- \| --------------------- \| --------------------- \| \| 1.º \| Sam Bennett \| Decathlon-AG2R La Mondiale \| 20 h 08 min 03 s \| \| \| 2.º \| Paul Penhoët \| Groupama-FDJ \| + 28 s \| \| \| 3.º \| Jenno Berckmoes \| Lotto Dstny \| + 31 s \| \| \| 4.º \| Luca Van Boven \| Bingoal WB \| + 43 s \| \| \| 5.º \| Alexandre Delettre \| Saint Michel-Mavic-Auber 93 \| + 43 s \| \| \| 6.º \| Milan Fretin \| Cofidis \| + 45 s \| \| \| 7.º \| Oliver Naesen \| Decathlon-AG2R La Mondiale \| + 46 s \| \| \| 8.º \| Tomáš Kopecký \| TDT-Unibet \| + 46 s \| \| \| 9.º \| Thomas Gachignard \| TotalEnergies \| + 49 s \| \| \| 10.º \| Milan Menten \| Lotto Dstny \| + 50 s \| \| |                    |                             |                  |
| |                    |                             |                  |
| Fuente: ProCyclingStats |                    |                             |                  |
| Clasificación general |                    |                             |                  |
| Ciclista | Ciclista           | Equipo                      | Tiempo           |
| 1.º | Sam Bennett        | Decathlon-AG2R La Mondiale  | 20 h 08 min 03 s |
| 2.º | Paul Penhoët       | Groupama-FDJ                | + 28 s           |
| 3.º | Jenno Berckmoes    | Lotto Dstny                 | + 31 s           |
| 4.º | Luca Van Boven     | Bingoal WB                  | + 43 s           |
| 5.º | Alexandre Delettre | Saint Michel-Mavic-Auber 93 | + 43 s           |
| 6.º | Milan Fretin       | Cofidis                     | + 45 s           |
| 7.º | Oliver Naesen      | Decathlon-AG2R La Mondiale  | + 46 s           |
| 8.º | Tomáš Kopecký      | TDT-Unibet                  | + 46 s           |
| 9.º | Thomas Gachignard  | TotalEnergies               | + 49 s           |
| 10.º | Milan Menten       | Lotto Dstny                 | + 50 s           |

### 6.ª etapa
| Loon-Plage - Dunkerque | etapa llana | (176,8 km) |

| \| Clasificación de la etapa \| Clasificación de la etapa \| Clasificación de la etapa \| Clasificación de la etapa \| Clasificación de la etapa \| \| Ciclista \| Ciclista \| Equipo \| Tiempo \| \| \| ------------------------- \| ------------------------- \| -------------------------- \| ------------------------- \| ------------------------- \| \| 1.º \| Sam Bennett \| Decathlon-AG2R La Mondiale \| 3 h 51 min 04 s \| \| \| 2.º \| Sasha Weemaes \| Bingoal WB \| + 0 s \| \| \| 3.º \| Pascal Ackermann \| Israel-Premier Tech \| + 0 s \| \| \| 4.º \| Amaury Capiot \| Arkéa-B&B Hotels \| + 0 s \| \| \| 5.º \| Paul Penhoët \| Groupama-FDJ \| + 0 s \| \| \| 6.º \| Casper van Uden \| Team dsm-firmenich PostNL \| + 0 s \| \| \| 7.º \| Pierre Barbier \| Philippe Wagner-Bazin \| + 0 s \| \| \| 8.º \| Lorrenzo Manzin \| TotalEnergies \| + 0 s \| \| \| 9.º \| Paul Hennequin \| Nice Métropole Côte d'Azur \| + 0 s \| \| \| 10.º \| Milan Menten \| Lotto Dstny \| + 0 s \| \| |                  |                            |                 |
| |                  |                            |                 |
| Fuente: ProCyclingStats |                  |                            |                 |
| Clasificación de la etapa |                  |                            |                 |
| Ciclista | Ciclista         | Equipo                     | Tiempo          |
| 1.º | Sam Bennett      | Decathlon-AG2R La Mondiale | 3 h 51 min 04 s |
| 2.º | Sasha Weemaes    | Bingoal WB                 | + 0 s           |
| 3.º | Pascal Ackermann | Israel-Premier Tech        | + 0 s           |
| 4.º | Amaury Capiot    | Arkéa-B&B Hotels           | + 0 s           |
| 5.º | Paul Penhoët     | Groupama-FDJ               | + 0 s           |
| 6.º | Casper van Uden  | Team dsm-firmenich PostNL  | + 0 s           |
| 7.º | Pierre Barbier   | Philippe Wagner-Bazin      | + 0 s           |
| 8.º | Lorrenzo Manzin  | TotalEnergies              | + 0 s           |
| 9.º | Paul Hennequin   | Nice Métropole Côte d'Azur | + 0 s           |
| 10.º | Milan Menten     | Lotto Dstny                | + 0 s           |

## Clasificaciones finales
- Las clasificaciones finalizaron de la siguiente forma:[5]

### Clasificación general
| \| Clasificación general \| Clasificación general \| Clasificación general \| Clasificación general \| Clasificación general \| \| Ciclista \| Ciclista \| Equipo \| Tiempo \| \| \| --------------------- \| --------------------- \| --------------------------- \| --------------------- \| --------------------- \| \| 1.º \| Sam Bennett \| Decathlon-AG2R La Mondiale \| 23 h 58 min 57 s \| \| \| 2.º \| Paul Penhoët \| Groupama-FDJ \| + 38 s \| \| \| 3.º \| Jenno Berckmoes \| Lotto Dstny \| + 41 s \| \| \| 4.º \| Luca Van Boven \| Bingoal WB \| + 53 s \| \| \| 5.º \| Alexandre Delettre \| Saint Michel-Mavic-Auber 93 \| + 53 s \| \| \| 6.º \| Milan Fretin \| Cofidis \| + 55 s \| \| \| 7.º \| Tomáš Kopecký \| TDT-Unibet \| + 55 s \| \| \| 8.º \| Oliver Naesen \| Decathlon-AG2R La Mondiale \| + 56 s \| \| \| 9.º \| Thomas Gachignard \| TotalEnergies \| + 57 s \| \| \| 10.º \| Aimé De Gendt \| Cofidis \| + 57 s \| \| |                    |                             |                  |
| |                    |                             |                  |
| Fuente: ProCyclingStats |                    |                             |                  |
| Clasificación general |                    |                             |                  |
| Ciclista | Ciclista           | Equipo                      | Tiempo           |
| 1.º | Sam Bennett        | Decathlon-AG2R La Mondiale  | 23 h 58 min 57 s |
| 2.º | Paul Penhoët       | Groupama-FDJ                | + 38 s           |
| 3.º | Jenno Berckmoes    | Lotto Dstny                 | + 41 s           |
| 4.º | Luca Van Boven     | Bingoal WB                  | + 53 s           |
| 5.º | Alexandre Delettre | Saint Michel-Mavic-Auber 93 | + 53 s           |
| 6.º | Milan Fretin       | Cofidis                     | + 55 s           |
| 7.º | Tomáš Kopecký      | TDT-Unibet                  | + 55 s           |
| 8.º | Oliver Naesen      | Decathlon-AG2R La Mondiale  | + 56 s           |
| 9.º | Thomas Gachignard  | TotalEnergies               | + 57 s           |
| 10.º | Aimé De Gendt      | Cofidis                     | + 57 s           |

### Clasificación de la montaña
| Clasificación de la montaña | Clasificación de la montaña | Clasificación de la montaña | Clasificación de la montaña | Clasificación de la montaña |
| Ciclista                    | Ciclista                    | Equipo                      | Puntos                      |                             |
| --------------------------- | --------------------------- | --------------------------- | --------------------------- | --------------------------- |
| 1.º                         | Fausto Masnada              | Soudal Quick-Step           | 27 pts                      |                             |
| 2.º                         | Gwen Leclainche             | Philippe Wagner-Bazin       | 21 pts                      |                             |
| 3.º                         | Maxime Jarnet               | Van Rysel-Roubaix           | 15 pts                      |                             |
| 4.º                         | Enzo Leijnse                | Team dsm-firmenich PostNL   | 13 pts                      |                             |
| 5.º                         | Cyrus Monk                  | Q36.5 Pro Cycling Team      | 8 pts                       |                             |
| 6.º                         | Robin Plamondon             | CIC U Nantes Atlantique     | 7 pts                       |                             |
| 7.º                         | Jérémy Lecroq               | Saint Michel-Mavic-Auber 93 | 7 pts                       |                             |
| 8.º                         | Thomas Gachignard           | TotalEnergies               | 5 pts                       |                             |
| 9.º                         | Kasper Asgreen              | Soudal Quick-Step           | 5 pts                       |                             |
| 10.º                        | Pascal Ackermann            | Israel-Premier Tech         | 5 pts                       |                             |

### Clasificación por puntos
| Clasificación por puntos | Clasificación por puntos | Clasificación por puntos   | Clasificación por puntos | Clasificación por puntos |
| Ciclista                 | Ciclista                 | Equipo                     | Puntos                   |                          |
| ------------------------ | ------------------------ | -------------------------- | ------------------------ | ------------------------ |
| 1.º                      | Sam Bennett              | Decathlon-AG2R La Mondiale | 81 pts                   |                          |
| 2.º                      | Milan Fretin             | Cofidis                    | 34 pts                   |                          |
| 3.º                      | Paul Penhoët             | Groupama-FDJ               | 34 pts                   |                          |
| 4.º                      | Amaury Capiot            | Arkéa-B&B Hotels           | 30 pts                   |                          |
| 5.º                      | Pascal Ackermann         | Israel-Premier Tech        | 22 pts                   |                          |
| 6.º                      | Paul Hennequin           | Nice Métropole Côte d'Azur | 21 pts                   |                          |
| 7.º                      | Sasha Weemaes            | Bingoal WB                 | 21 pts                   |                          |
| 8.º                      | Milan Menten             | Lotto Dstny                | 16 pts                   |                          |
| 9.º                      | Warre Vangheluwe         | Soudal Quick-Step          | 15 pts                   |                          |
| 10.º                     | Jenno Berckmoes          | Lotto Dstny                | 14 pts                   |                          |

### Clasificación de los jóvenes
| Clasificación del mejor joven | Clasificación del mejor joven | Clasificación del mejor joven | Clasificación del mejor joven | Clasificación del mejor joven |
| Ciclista                      | Ciclista                      | Equipo                        | Tiempo                        |                               |
| ----------------------------- | ----------------------------- | ----------------------------- | ----------------------------- | ----------------------------- |
| 1.º                           | Paul Penhoët                  | Groupama-FDJ                  | 23 h 59 min 35 s              |                               |
| 2.º                           | Jenno Berckmoes               | Lotto Dstny                   | + 3 s                         |                               |
| 3.º                           | Luca Van Boven                | Bingoal WB                    | + 15 s                        |                               |
| 4.º                           | Milan Fretin                  | Cofidis                       | + 17 s                        |                               |
| 5.º                           | Tomáš Kopecký                 | TDT-Unibet                    | + 17 s                        |                               |
| 6.º                           | Thomas Gachignard             | TotalEnergies                 | + 19 s                        |                               |
| 7.º                           | Samuel Watson                 | Groupama-FDJ                  | + 22 s                        |                               |
| 8.º                           | Liam Slock                    | Lotto Dstny                   | + 31 s                        |                               |
| 9.º                           | Casper van Uden               | Team dsm-firmenich PostNL     | + 33 s                        |                               |
| 10.º                          | Antoine Huby                  | Soudal Quick-Step             | + 33 s                        |                               |

### Clasificación por equipos
| Clasificación por equipos | Clasificación por equipos   | Clasificación por equipos | Clasificación por equipos |
| Equipo                    | Equipo                      | Tiempo                    |                           |
| ------------------------- | --------------------------- | ------------------------- | ------------------------- |
| 1.º                       | Lotto Dstny                 | 71 h 59 min 41 s          |                           |
| 2.º                       | Groupama-FDJ                | + 11 s                    |                           |
| 3.º                       | Decathlon-AG2R La Mondiale  | + 38 s                    |                           |
| 4.º                       | Cofidis                     | + 1 min 03 s              |                           |
| 5.º                       | Arkéa-B&B Hotels            | + 2 min 06 s              |                           |
| 6.º                       | Saint Michel-Mavic-Auber 93 | + 2 min 21 s              |                           |
| 7.º                       | TotalEnergies               | + 2 min 52 s              |                           |
| 8.º                       | TDT-Unibet                  | + 3 min 06 s              |                           |
| 9.º                       | Israel-Premier Tech         | + 3 min 18 s              |                           |
| 10.º                      | Van Rysel-Roubaix           | + 10 min 28 s             |                           |

## Evolución de las clasificaciones
| Etapa                   |                         | Ganador _        | Clasificación general | Puntos       | Montaña         | Jóvenes      | Equipo _                   |
| ----------------------- | ----------------------- | ---------------- | --------------------- | ------------ | --------------- | ------------ | -------------------------- |
| 1.ª etapa               | etapa llana             | Milan Fretin     | Milan Fretin          | Milan Fretin | Gwen Leclainche | Milan Fretin | Decathlon-AG2R La Mondiale |
| 2.ª etapa               | etapa llana             | Sam Bennett      | Sam Bennett           | Sam Bennett  | Maxime Jarnet   | Milan Fretin | Decathlon-AG2R La Mondiale |
| 3.ª etapa               | etapa llana             | Sam Bennett      | Sam Bennett           | Sam Bennett  | Gwen Leclainche | Milan Fretin | Decathlon-AG2R La Mondiale |
| 4.ª etapa               | etapa llana             | Warre Vangheluwe | Sam Bennett           | Sam Bennett  | Gwen Leclainche | Milan Fretin | Decathlon-AG2R La Mondiale |
| 5.ª etapa               | etapa llana             | Sam Bennett      | Sam Bennett           | Sam Bennett  | Fausto Masnada  | Paul Penhoët | Lotto Dstny                |
| 6.ª etapa               | etapa llana             | Sam Bennett      | Sam Bennett           | Sam Bennett  | Fausto Masnada  | Paul Penhoët | Lotto Dstny                |
| Clasificaciones finales | Clasificaciones finales |                  | Sam Bennett           | Sam Bennett  | Fausto Masnada  | Paul Penhoët | Lotto Dstny                |

## UCI World Ranking
Los Cuatro Días de Dunkerque otorgó puntos para el UCI World Ranking para corredores de los equipos en las categorías UCI WorldTeam, UCI ProTeam y Continental. Las siguientes tablas son el baremo de puntuación y los diez corredores que obtuvieron más puntos:
| Posición              | 1.º | 2.º | 3.º | 4.º | 5.º | 6.º | 7.º | 8.º | 9.º | 10.º | 11.º | 12.º | 13.º | 14.º | 15.º | 16.º-30.º | 31.º-40.º |
| Clasificación general | 200 | 150 | 125 | 100 | 85  | 70  | 60  | 50  | 40  | 35   | 30   | 25   | 20   | 15   | 10   | 5         | 3         |
| Por etapa             | 20  | 15  | 10  | 5   | 3   |     |     |     |     |      |      |      |      |      |      |           |           |
| Líder                 | 5   |     |     |     |     |     |     |     |     |      |      |      |      |      |      |           |           |

| Clasificación |                    |                            |         |       |       |       |
| Posición      | Ciclista           | Equipo                     | General | Etapa | Líder | Total |
| ------------- | ------------------ | -------------------------- | ------- | ----- | ----- | ----- |
| 1.º           | Sam Bennett        | Decathlon AG2R La Mondiale | 200     | 105   | 20    | 325   |
| 2.º           | Paul Penhoët       | Groupama-FDJ               | 150     | 33    | -     | 183   |
| 3.º           | Jenno Berckmoes    | Lotto Dstny                | 125     | 10    | -     | 135   |
| 4.º           | Milan Fretin       | Cofidis                    | 70      | 40    | 5     | 115   |
| 5.º           | Luca Van Boven     | Bingoal WB                 | 100     | 5     | -     | 105   |
| 6.º           | Alexandre Delettre | Saint Michel-Mavic-Auber93 | 85      | 3     | -     | 88    |
| 7.º           | Tomáš Kopecký      | TDT-Unibet                 | 60      | -     | -     | 60    |
| 8.º           | Oliver Naesen      | Decathlon AG2R La Mondiale | 50      | -     | -     | 50    |
| 9.º           | Thomas Gachignard  | TotalEnergies              | 40      | -     | -     | 40    |
| 10.º          | Aimé De Gendt      | Cofidis                    | 35      | -     | -     | 35    |